# Жураховський Ігор Ігорович
Ігор Ігорович Жураховський (нар. 19 вересня 1994, Київ, Україна) — український футболіст, півзахисник.

## Біографія
Народився 19 вересня 1994 року у Києві. Вихованець столичної ДЮСШ-15. Окрім футболу активно займався футбольним фрістайлом. Тричі (у 2009, 2012, 2013 рр.) брав участь у національних кваліфікаціях чемпіонату світу з футбольного фрістайлу Red Bull Street Style, за підсумками яких тричі входив до числа 8 найсильніших футбольних фрістайлерів України.

## Кар'єра
З сезону 2013/14 був гравцем футбольного клубу «Металург» (Запоріжжя). 12 вересня 2014 дебютував у складі «Металурга U-21» в домашньому матчі проти одеського «Чорноморця». Всього у складі «Металурга U-21» зіграв 12 ігор (забив 1 гол) у Чемпіонаті України серед молодіжних команд 2013/14. Навесні 2014 почав тренуватися з основним складом «Металурга». 11 травня 2014 року дебютував у складі першої команди у  Прем'єр-лізі у виїзному матчі 29-го туру проти донецького «Металурга» (0:2), вийшовши на заміну на 82-й хвилині матчу.
27 липня 2014 року провів свій перший повний офіційний матч, вийшовши у стартовому складі «Металурга» на матч 1-го туру чемпіонату України 2014/15 проти донецького «Шахтаря» (0:2).
22 серпня 2015 забив свій перший гол в офіційних матчах, у грі 1/16 фіналу Кубка України проти ФК «Тернопіль» (1:3).
7 листопада 2015 забив свій перший офіційний гол в рамках Чемпіонату України 2015/16, в матчі 13-го туру проти луганської «Зорі» (1:4).
13 січня 2016 року стало відомо про перехід Ігоря до складу російського клубу «Кубань», з яким він підписав контракт на 3,5 роки.

## Кар'єра у збірній
У перших числах листопада 2014 потрапив у число 24 футболістів викликаних Сергієм Ковальцем на навчально-тренувальній збір оновленої молодіжної збірної України. Першу офіційну гру за молодіжну збірну України зіграв 13 листопада 2014 проти молодіжної збірної Туреччини (2:0).

## Статистика виступів
| Клуб                   | Сезон            | Чемпіонат | Чемпіонат | Чемпіонат | Кубок | Кубок | Кубок | Єврокубки | Єврокубки | Єврокубки | Разом | Разом | Разом |
| Клуб                   | Сезон            | Ігри      | Голи      | Паси      | Ігри  | Голи  | Паси  | Ігри      | Голи      | Паси      | Ігри  | Голи  | Паси  |
| ---------------------- | ---------------- | --------- | --------- | --------- | ----- | ----- | ----- | --------- | --------- | --------- | ----- | ----- | ----- |
| «Металург» (Запоріжжя) | 2013/14          | 1         | 0         | 0         | 0     | 0     | 0     | -         | -         | -         | 1     | 0     | 0     |
| «Металург» (Запоріжжя) | 2014/15          | 22        | 0         | 1         | 2     | 0     | 0     | -         | -         | -         | 24    | 0     | 1     |
| «Металург» (Запоріжжя) | 2015/16          | 13        | 1         | 2         | 1     | 1     | 0     | -         | -         | -         | 14    | 2     | 2     |
| «Металург» (Запоріжжя) | Всього           | 36        | 1         | 3         | 3     | 1     | 0     | -         | -         | -         | 39    | 2     | 3     |
| «Кубань»               | 2015/16          | 1         | 0         | 0         | 0     | 0     | 0     | -         | -         | -         | 1     | 0     | 0     |
| «Кубань»               | Всього           | 1         | 0         | 0         | 0     | 0     | 0     | -         | -         | -         | 1     | 0     | 0     |
| Всього в кар'єрі       | Всього в кар'єрі | 37        | 1         | 3         | 3     | 1     | 0     | -         | -         | -         | 40    | 2     | 3     |

Поновлено 17 квітня 2016 року

### Матчі та голи за молодіжну збірну України
| № | Дата       | Суперник       | Рахунок | Голи | Передачі | Змагання                             |
| 1 | 13.11.2014 | Туреччина U-21 | 2:0     | 0    | 0        | Товариська зустріч                   |
| 2 | 02.06.2015 | Молдова U-21   | 5:0     | 0    | 0        | Турнір пам'яті Валерія Лобановського |
| 3 | 08.09.2015 | Данія U-21     | 1:3     | 1    | 0        | Товариська зустріч                   |
| 4 | 13.11.2015 | Шотландія U-21 | 2:2     | 0    | 0        | Відбір на Євро-2017                  |

## Титули і досягнення
- Володар Кубка Естонії:

ФКІ Левадія: 2020/21